# Vice-staatspresident van Zuid-Afrika
De vice-staatspresident van Zuid-Afrika (Afrikaans: Vise-Staatspresident van Suid-Afrika; Engels: Vice State President of South Africa) was een politiek ambt dat van 1 januari 1981 tot 14 september 1984 bestond. De functie werd bekleed door Alwyn Schlebusch.
De post ontstond bij de grondwetshervorming van 1981, waarbij de Senaat werd afgeschaft en een Presidentiële Raad (bestaande uit vertegenwoordigers van de blanke, kleurlingen- en Indische gemeenschappen) werd ingesteld. De Vice-Staatspresident was naast plaatsvervanger van de staatspresident van Zuid-Afrika ook voorzitter van de Presidentiële Raad. Alwyn Schlebusch nam het ambt van vice-staatspresident op zich.
Op aanbevelingen van de Presidentiële Raad werd er een nieuwe grondwet opgesteld die voorzag in een Driekamerparlement en het uitvoerend staatspresidentschap (combinatie van staatshoofd en regeringsleider). Deze grondwet werd in 1984 aanvaard. De functie van vice-staatspresident kwam te vervallen.
In 1994 werd de functie van plaatsvervangend president van Zuid-Afrika ingesteld.